# Григорий Папатомас
Григорий (на гръцки: Γρηγόριος) е гръцки духовник, перистерски митрополит  от 2021 година.

## Биография
Роден е на 9 септември 1960 година в населишкото село Намата (Пипилища) с фамилията Папатомас (Παπαθωμάς). Завършва Богословския и Юридическия факултет на Солунския университет (1978-1986). От 1985 година работи като учител в средни училища. В края на 80-те години завършва две магистратури в Сорбоната, Париж, със специалности „Канонично право“ и „История на религиите и антропология на религията“. В 1994 година защитава докторат по канонично право с дисертация „Константинополската Вселенска патриаршия, Православните автокефални църкви на Кипър и Гърция и монашеската държава Света гора според единния европейски правноканоничнен подход“, за която получава награда от Френската академия. В 1997 година защитава постдокторски труд на тема: „Как е установено монашеството в каноните на Църквата и законите на Римската империя (3-7 в.). Принос към каноничноправното изследване на установяването на монашеството“. От 1992 година преподава богословие и новогръцки език в гръцкото училище в Париж. От 1994 година преподава канонично право в Православния богословски институт „Свети Сергий“ в Париж.
Връща се в Гърция и в 1998 година се замонашва в манастира „Свети Георги“ в Кукуш и е ръкоположен за йеродякон и йеромонах в катедралата в Кукуш „Преображение Господне“ през февруари 1998 година. Назначен е за игумен на манастира „Свети Георги“. Служи като духовник в Поленинската и Кукушка епархия (1998-1999 и 2009-2010).
В 1999 - 2005 година служи във Френската епархия на Вселенската патриаршия, в Париж. От 2001 до 2004 година е протосингел на митрополията и председател на катедралния храм „Свети Стефан“ в Париж.
В 2005 - 2009 година служи в автономната църква Естонска православна църква, в Талин (2005-2009) и е директор в църковната гимназия в Кукуш и на православния богословски институт „Свети Платон“ в Талин.
Отново се завръща в Гърция и става преподавател по канонично право в Богословския факултет на Атинския университет. Член е на Синодната комисия по междуправославни и междухристиянски връзки на Гръцката църква. Преподава и в Европейската междууниверситетска докторска програма на Университета Сократ-Грациан (Париж XI).
На 8 октомври 2021 година архимандрит Григорий е избран за митрополит на Перистери с 64 гласа срещу архимандритите Калиник Николау (11 гласа) и Герамис Карамоленко (0 гласа и 2 бели бюлетини).
На 17 октомври 2021 година е ръкоположен в митрополитския храм „Благовещение Богородично“ в атинската катедрала „Благовещение Богородично“. Ръкоположението е извършено от архиепископа на Атина и цяла Гърция Йероним II Атински в съслужение с митрополитите Игнатий Димитриадски, Николай Месогейски Хрисостом Месински, Атинагор Илийски, Георги Китроски и Симеон Фтиотидски.
Митрополит Григорий е автор на 25 книги и 120 статии в областта на теологията, каноническото право и сравнителната религия и етнология, много от които издадени на български.
Григорий поддържа добри отношения с Българската православна църква. В 2003 година съвместно с декана на Богословския факултет на Софийския университет Иван Ж. Димитров организират и провеждат в София Шестия конгрес на висшите православни богословски школи под наслов „Православието и светът днес“. В 2009 година предоставя на Българската православна църква канонично експертно мнение относно разкола в България, чрез което са отхвърлени имуществени претенции на разколниците от Алтернативния синод.